# Липковский, Александар
Александар Липковский (серб. Александар Липковски; 31 марта 1955, Стамбул) — сербский математик, профессор математического факультета Белградского университета.

## Биография

### Ранние годы
Родился 31 марта 1955 года в турецком городе Стамбул. Сын Крайко Липковского, работника Министерства иностранных дел СФРЮ и посла СФРЮ в Греции и Турции. Отец и мать — выпускники юридического факультета Белградского университета. В возрасте пяти лет с родителями переехал в Москву и начал учить русский язык. Жил на проспекте мира у Рижского вокзала. В 1962 году отец Александра вернулся в Белград, став министром-советником, но в 1969 году снова уехал в Москву, где прожил три года. Там Александар окончил среднюю школу с химическим уклоном.
В 10-м классе Александар, тяготевший к физике и химии, решил готовиться к поступлению на механико-математический факультет МГУ. Тем не менее, он был освобождён от вступительных экзаменов благодаря договору между Югославией и Советским Союзом. В том же 10-м классе Александр участвовал в Московской математической олимпиаде и стал её призёром. В 1971 году он поступил на мехмат МГУ, где слушал лекции Л.И.Камынина, И.Р.Шафаревича и А.Н.Колмогорова. После первого курса Александар переехал в Белград и поступил на естественно-математический факультет Белградского университета, который окончил в 1975 году со средним баллом 9,9.

### Аспирантура и докторат
В 1978 году Александар Липковский окончил магистратуру Белградского университета и вскоре встретился со своим будущим научным руководителем — Джуро Курепой, который читал математический анализ и алгебру. Тогда же начал работать ассистентом-исследованием в авиатехническом институте Белграда, а с 1979 года стал ассистентом в отделении математики, механики и астрономии естественно-математического факультета в Белградском университете по дисциплине «Численный анализ». В 1980 году назначен преподавателем линейной алгебры и аналитической геометрии.
В 1981 году Липковский снова отправился в Москву, попав на кафедру высшей алгебры мехмата МГУ, и его руководителем стал А.В.Михалёв, но затем Липковский, интересовавшийся алгебраической геометрией, встретил В.А.Исковских. Благодаря работе с Исковских в журнале «Успех математических наук» появилась первая публикация Липковского в разделе кратких научных сообщений. Также Липковский посещал семинары Ю.И.Манина по теории кодирования. В 1985 году под руководством Джуро Курепы и Веселина Перича Александар защитил докторскую диссертацию в Белградском университете и стал доктором философии по математике. С 1986 года — старший преподаватель линейной алгебры и аналитической геометрии.

### Зарубежные стажировки
В 1986 году Липковский отправился на стажировку в ФРГ в Боннский университет. Ему в этом помогла переписка с Эгбертом Брискорном, который был научным консультантом Липковского. В течение трёх месяцев Липковский получал стипендию, а также попал в институт Макса Планка, где познакомился с известным математиком Фридрихом Хирцебрухом. За это время Липковский также выучил английский и немецкий языки. По возвращении из Германии Липковский стал читать также спецкурс «Алгебраические кривые». В 1989 году Липковский снова отправился в Германию, где прошёл очередную стажировку в Боннском университете и институте Макса Планка. В 1990-е годы Липковский проходил несколько стажировок в МГУ (1993/1994), Тюбингене (1991), Международном центре теоретической физики Триеста (1991) и Российской академии наук (1993/1994). В 1995 году получил звание доцента и преподавателя линейной алгебры, в 2004 году — профессора Белградского университета.

### Административная деятельность
С 2001 по 2002 годы Липковский был продеканом по финансовым вопросам, с 2002 по 2004 годы занимал пост декана математического факультета Белградского университета, с 1 октября 2004 по 18 декабря 2006 года — пост проректора. В 2007—2008 годах — помощник министра образования Сербии по вопросам высшего образования, в 2005—2009 годах член Национального совета образования.

### Научные работы и преподавание
Липковский опубликовал 15 научных работ, а также издал свой учебник «Линейная алгебра и аналитическая геометрия». Участвовал в 18 научных конференциях в Югославии и Сербии, а также в 11 зарубежных. Преподавал математику студентам механического, метеорологического и химического отделений и кафедры народной обороны; также вёл дисциплины «Численный анализ», «Численный практикум», «Математическая логика и теория групп», «Линейная алгебра и аналитическая геометрия». Вёл специальные курсы «Алгебраические кривые», «Алгебраическая геометрия». Основатель и руководитель научного семинара «Геометрия, топология, алгебра» (ГТА) с 1988 года.
Секретарь института математики математического факультета, сотрудник математического института Сербской академии наук и искусств, член научного совета математического института с 1997 года. Член редакции журнала «Математички весник» с 1993 года и его секретарь с 1998 года. Член Американского математического общества с 1989 года, публиковал статьи в журналах «Mathematical Reviews» и «Zentralblatt für Mathematik».

### Личная жизнь
Супруга Липковского Ясмина — врач по образованию, проходила стажировку в Тюбингенском университете по программе DAAD, работает в патологоанатомическом институте, профессор медицинского факультета Белградского университета. Старшая дочь (род. 1979) — по образованию архитектор, младшая (род. 1989) — режиссёр.
Своим хобби Липковский называет туризм и путешествия. Считает, что Болонский процесс, участником которого является Белградский университет, наносит серьёзный ущерб образованию в Сербии.